# Крестов, Николай Иванович
Николай Иванович Крестов — директор заводов, ректор ВЭИ, лауреат Сталинской премии (1951).
Родился в 1908 году в Иванове в семье рабочих.
Член КПСС с 1931 года.
С января 1942 по февраль 1950 года директор завода электроизоляционных материалов в г. Хотьково (Завод № 717, Электроизолит). За выполнение военных заказов награждён орденом «Знак Почёта» (21.01.1944). Под его руководством был разработан и освоен процесс производства стекломикафолия высокой электрической прочности  и чёрной стеклолакоткани.
С февраля 1950 по ноябрь 1951 г. директор Московского электромашиностроительного завод «Динамо» им. С. М. Кирова.
Лауреат Сталинской премии 1951 года (в составе коллектива) — за разработку и внедрение в производство новой технологии слоистых электроизоляционных материалов.
В 1951—1953 гг. работал за границей.
В 1953—1964 гг. ректор Всесоюзного электротехнического института (ВЭИ).
Почётный гражданин г. Хотьково.